# سامانثا بوندر
سامانثا بوندر (نسبها ستيل)  (من مواليد 11 ديسمبر 1985م) هي مذيعة رياضية أمريكية تستضيف حاليًا برنامج «سانداي ان اف ال كاونتداون» على «أي اس بي ان». قبل استضافة يوم الأحد للعد التنازلي لـ «ان اف ال»، عملت بوندر كمراسلة / مضيفة لـ «أي اس بي ان كوليدج» لكرة القدم وكمراسلة هامشية لكرة السلة.
استبدلت «بوندر» إيرين أندروز في «كوليدج جيم داي» يوم السبت الساعة 10 صباحًا بالتوقيت الشرقي على «أي اس بي ان»، بالإضافة إلى أنها مضيفة مشاركة لنسخة السبت 9 صباحًا «أي تي» على «أي اس بي ان يو». بالإضافة إلى واجباتها في «كوليدج جيم داي»، كانت بوندر هي المراسلة الجانبية المنتظمة في «أي اس بي ان فرايداي نايت فوتبول» مع ريس ديفيس وجيسي بالمر وديفيد بولاك من أغسطس 2012م حتى 2014م. ظهرت بوندر أيضًا على شبكة «لونج هورن» الإقليمية المملوكة لـ «أي اس بي ان».

## سيرة شخصية
ولدت في فينيكس، أريزونا، التحقت بوندر بالمدرسة الثانوية المركزية في فينيكس. التحقت بوندر أولاً بكلية كينجز في مدينة نيويورك بعد المدرسة الثانوية. أثناء وجودها في مدينة نيويورك، تقدمت بطلب للحصول على وظيفة مضيفة في «أي اس بي ان زون» حيث التقت ببن كيبرمان، وهو باحث جامعي في كرة القدم ومدير مع راديو «أي بي سي سبورتس»، وأدى ذلك إلى منحها تدريب داخلي في القناة الذي أدى بدوره إلى توظيفها كباحثة مساعدة. مع «أي اس بي ان تي في» في برنامج استوديو كرة القدم بالكلية.
انتقلت إلى جامعة ليبرتي بعد أن عرض عليها المنتِج الرياضي الكبير في ليبرتي بروس كاري وظيفة كمراسلة جانبية لشبكة ليبرتي فليمز التلفزيونية الرياضية. وبعد تخرجها في عام 2009م، عملت في «شبكة فوكس سبورت» و «فوكس سبورت كوليدج» كمراسلة جانبية لألعاب كرة السلة وكرة القدم في «باك-10» و «بيج 12».
و في 7 يوليو 2011م، أعلنت شبكة «لونج هورن» التابعة لـ «أي اس بي ان» أنها وظفت بوندر كمراسلة هامشية. كانت بوندر، جنبًا إلى جنب مع كيفن دن ولويل جاليندو، وهم أول ثلاثة مواهب تم تعيينها للشبكة المنشأة حديثًا. بعد قبول منصبها في شبكة «لونج هورن»، انتقلت بوندر إلى أوستن، تكساس.

## الحياة الشخصية
بعد فترة قصيرة من خطوبتها، تزوجت كريستيان بوندر في 17 ديسمبر 2012م، في هدسون، ويسكونسن. بدأت في الظهور على قنوات «أي اس بي ان/ ايه بي سي» باسمها المتزوج به، وبدءًا من 1 يناير 2013م في إذاعة «كابيتل وان بول».
و في يوليو 2014م، أصبح الزوجان والدين لابنة، بودين سانت كلير “سكوت”. كما أنجبت سام طفلاً، روبنسون ترو، مع بوندر في يونيو 2017م، وفتاة برايس، في يوليو 2018م.